# Bravaisia
- Commons
- Wikispecies

Bravaisia DC., segundo o Sistema APG II, é um gênero botânico da família Acanthaceae.
São plantas naturais das regiões tropicais da América.

## Sinonímia
- Androcentrum Lem.
- Onychacanthus Nees

## Espécies
O gênero apresenta seis espécies:
- Bravaisia berlandierana
- Bravaisia floribunda
- Bravaisia grandiflora
- Bravaisia integerrima
- Bravaisia proxima
- Bravaisia tubiflora
- «Lista das espécies»

## Nome e referências
Bravaisia DC., 1838

## Classificação do gênero
| Sistema | Classificação                       | Referência            |
| ------- | ----------------------------------- | --------------------- |
| APG II  | Ordem Lamiales, família Acanthaceae | APweb, versão 9, 2008 |